# Elizabeth Roboz-Einstein
Elizabeth Roboz-Einstein (11 avril 1904 - 9 janvier 1995) est une biochimiste et neuroscientifique connue pour avoir purifié et caractérisé la protéine basique de la myéline (MBP), enquêtant sur son rôle potentiel dans la maladie neurodégénérative de la sclérose en plaques (SEP) et en aidant à lancer la domaine de la neurochimie.

## Jeunesse et éducation
Elizabeth Roboz est née en 1904 à Szászváros, en Transylvanie, Royaume de Hongrie (aujourd'hui Orăștie, Roumanie). Son père, professeur de lycée et grand rabbin de la ville, meurt en 1914, et sa mère amène Elizabeth et ses cinq frères et sœurs à Nyíregyháza.
Elle reçoit une note d'excellence dans les cinq matières de l'examen Matura, mais au cours de sa dernière année au lycée, le parlement hongrois limite le nombre d'étudiants juifs pouvant être acceptés à l'université de Budapest. Reconnaissant que la restriction pourrait l'empêcher d'entrer à l'université de Budapest, elle s'inscrit plutôt à l'université de Vienne. Elle obtient un doctorat en chimie organique de l'université de Vienne, summa cum laude, en 1928, après quoi elle retourne en Hongrie où l'université de Budapest lui demande de repasser des examens avant de confirmer son diplôme.
En 1940, elle émigre de la Hongrie, où l'antisémitisme est en hausse, aux États-Unis grâce à un visa de spécialiste agricole. Sa famille reste en Hongrie, où elle est touchée par la Seconde Guerre mondiale ; sa mère est morte pendant la guerre et son frère Karl et deux de ses beaux-frères sont tués par les nazis hongrois. Après la guerre, ses autres frères et sœurs la rejoignent aux États-Unis, Edith, partageant sa maison de Palo Alto, en Californie avec un de ses frères.

## Carrière et recherche

### Carrière
Roboz-Einstein commence sa carrière de chercheur en tant que spécialiste des plantes. En tant qu'étudiante de premier cycle, elle étudie la biochimie végétale dans le laboratoire de Zellner à Vienne. Elle crée un laboratoire de nutrition végétale au sein de la société hongroise Agricultural Industry et représente la société lors de conférences scientifiques internationales. Après avoir émigré aux États-Unis, elle crée un autre laboratoire de nutrition végétale, cette fois dans une entreprise de pommes de terre à Stockton, en Californie.
Après ces premiers postes dans l'industrie, Roboz-Einstein passe au milieu universitaire, où sa carrière se déroule dans plusieurs institutions. Elle commence au California Institute of Technology (Caltech) qu'elle rejoint comme assistante de recherche en 1942 et étudie l'Aloe vera avec le chimiste bioorganique Arie Jan Haagen-Smit. Elle est promue associée de recherche, mais Caltech n'a pas nommé de femmes professeurs, elle prend donc un poste de professeure agrégée de chimie à l'Université du Wyoming en 1945. Elle reste à ce poste, tout en travaillant également au College of Engineering en tant que chimiste de recherche, jusqu'en 1948, date à laquelle elle rejoint l'Université Stanford comme associée de recherche, et travaille au laboratoire de recherche alimentaire du Stanford Research Institute.
En 1952, elle quitte Stanford pour l'Université de Georgetown, où elle prend un poste de professeur agrégé de biochimie, enseignant aux étudiants en médecine et donnant des conférences à l'hôpital de l'administration des anciens combattants. C'est à Georgetown qu'elle développe un intérêt pour la sclérose en plaques après avoir étudié la neurochimie pour enseigner à ses étudiants.
Elle retourne à l'Université de Stanford en 1958 (cette fois en tant que professeure agrégée de neurologie et de microbiologie médicale), où elle est choisie pour diriger le nouveau laboratoire de neurochimie Koshland de Stanford.
Elle part à l'université de Californie à l'École de médecine de San Francisco en 1959 pour se rapprocher de chez elle, puis part au campus de Berkeley de l'université de Californie.
Une grande partie de son travail est soutenue par les National Institutes of Health (NIH), pour lesquels elle est chercheuse pour le laboratoire de sciences cliniques, NIMH (anciennement la section de biochimie clinique, la section de physiologie clinique et la branche de médecine psychosomatique).
Elle est membre de l'American Chemical Society, de la Society for Experimental Biology and Medicine et de l'American Academy of Neurology. En 1957, avec Maynard Cohen et Donald B. Tower, elle ouvre une section de neurochimie au sein de l'American Academy of Neurology, la première réunion de la section lors de la réunion de Boston en 1957.

### Recherches
Roboz-Einstein, ainsi que Karian Kies du NIMH du National Institute of Health, identifient la protéine basique de la myéline (MBP) comme étant l'antigène responsable de l'incitation à la réponse immunitaire dans l'encéphalomyélite allergique expérimentale (EAE), un système modèle utilisé pour étudier sclérose en plaques (SEP) et autres maladies démyélinisantes. Les scientifiques savaient qu'ils pouvaient produire une réponse auto-immune qui conduisait à l'encéphalite et à la démyélinisation (dégradation de la gaine graisseuse appelée myéline qui isole les fibres nerveuses) en injectant aux animaux du tissu nerveux, mais avant cela, ils ne savaient pas ce qui incitait spécifiquement dans ce tissu. la réponse immunitaire. Roboz-Einstein et Kies purifient le MBP et montrent qu'il provoque l'EAE. Cette découverte permet à Roboz-Einstein et à d'autres scientifiques de déterminer quelles régions spécifiques de la protéine sont antigéniques, ce qui conduit à un système de modèle amélioré et à des recherches sur des immunothérapies potentielles pour les maladies démyélinisantes.
En 1968, elle reçoit une bourse de recherche de 28 405 $ de la National Multiple Sclerosis Society, qu'Einstein et ses collègues de l'université de Californie à San Francisco, dont Li-pen Chao, utilisent pour étudier ce qui rend cette protéine encéphalitogène. Elle développe des méthodes pour mesurer les niveaux d'immunoglobuline et de glycoprotéines dans les composants du liquide céphalo-rachidien (LCR) et étudie comment leur altération entraîne la maladie. De 1961 à 1962, elle est boursière SEATO à l'Université de Bangkok et mène des recherches à l'Institut Pasteur de Bangkok sur l'étude de l'encéphalomyélite post-vaccinale de la rage.
En plus d'enquêter sur les maladies du système nerveux, elle effectue des recherches pour tenter de mieux comprendre le développement normal du système nerveux. À l'université de Californie à San Francisco, elle mène une enquête sur les protéines du tissu neural, en particulier celles qui se forment au cours de la Myélinogénèse, et sur leur évolution au cours du développement . À l'université de Californie à Berkeley, elle collabore avec sa collègue Paola S. Timiras (en) pour étudier les interactions cerveau-endocrines. En particulier, ils examinent les effets des hormones thyroïdiennes sur le processus de myélinogénèse, constatant qu'elles influencent le début du processus ainsi que la composition et l'abondance de la myéline produite au cours du développement du cerveau. Cela contribue à la mise au point d' un traitement hormonal substitutif pour les nouveau-nés souffrant d'hypothyroïdie.

## Vie privée
Roboz épouse Hans Albert Einstein, premier fils du physicien Albert Einstein, et professeur de génie hydraulique à l'université de Californie à Berkeley, en juin 1959. Ils n'ont pas d'enfants ensemble, bien que Hans ait eu quatre enfants de son premier mariage avec Frieda Knecht, dont seulement deux ont survécu jusqu'à l'âge adulte. Hans est décédé le 26 juillet 1973 et Roboz écrit une biographie de lui, Hans Albert Einstein: Réminiscences de sa vie et de notre vie ensemble (1992).
La découverte par Roboz-Einstein de la protéine basique de la myéline comme encéphalitogène pique l'intérêt de Jonas Salk, qui se demande si elle est impliquée dans la sclérose en plaques. Il rend visite à Roboz en octobre 1965 pour en savoir plus; ils développent une amitié et une collaboration professionnelle, échangeant des lettres pendant des années. Roboz-Einstein correspond également avec la microbiologiste Esther Lederberg.
Elle est décédée le 9 janvier 1995 à son domicile de Berkeley, en Californie.